# Уртадо, Йормар
Йормар Давид Уртадо Торрес (исп. Yhorman David Hurtado Torres ; 14 декабря 1996 года, Чигородо, Колумбия) — колумбийский футболист, играющий на позиции полузащитника. Ныне выступает за колумбийский клуб «Альянса Петролера».

## Клубная карьера
Йорман является воспитанником клуба «Альянса Петролера». 14 февраля 2016 года дебютировал в Апертуре колумбийского чемпионата поединком против «Бояка Чико», выйдя в стартовом составе и проведя на поле весь матч. Всего в дебютном сезоне провёл 24 встречи, в 20 из них выходя в стартовом составе. Сезон 2017 года также начал игроком стартового состава, однако в лету потерял место в основе, отвоевав его отбратно только в финале года. 